# Marlen Zmorka
Marlen Serverovitsj Zmorka (Oekraïens: Марлен Серверович Зморка) (Mykolajiv, 1 juli 1993) is een Oekraïens voormalig wielrenner die in 2017 reed voor Amore & Vita-Selle SMP presented by Fondriest.

## Carrière
Als eerstejaars beloften werd Zmorka in 2012, achter Oleksandr Holovasj en Maksym Vasyljev, derde op het nationale kampioenschap op de weg voor beloften. Op het Europese kampioenschap tijdrijden werd hij vijfde, 38 seconden langzamer dan winnaar Rasmus Quaade. In september werd hij zesde in de door Anton Vorobjov gewonnen tijdrit op het wereldkampioenschap tijdrijden. In 2013 werd Zmorka, achter Holovasj, tweede op het nationale kampioenschap tijdrijden voor beloften, vierde op het Europese kampioenschap en vijftiende op het wereldkampioenschap. In zijn derde jaar als belofterenner behaalde Zmorka zijn eerste nationale titel: in de tijdrit was hij 48 seconden sneller dan Volodymyr Fredjoek. In 2015 verlengde hij zijn tijdrittitel en werd hij in diezelfde discipline tweede op het Europese kampioenschap, waar Steven Lammertink vier seconden sneller was. Op het wereldkampioenschap werd hij negende.
Voor het seizoen 2016 tekende Zmorka een contract bij Skydive Dubai Pro Cycling Team-Al Ahli Club. Namens die ploeg werd hij in augustus dertiende in de Ronde van Ribas en maakte hij deel uit van de selectie die in oktober de openingsploegentijdrit van de Ronde van Sharjah won. Een dag na die vierdaagse etappekoers werd hij vierde in de UAE Cup. In mei 2017 verruilde Zmroka zijn ploeg voor Amore & Vita-Selle SMP presented by Fondriest. Diezelfde maand stond hij namens zijn nieuwe werkgever aan de start van de Ronde van Albanië, die dat jaar voor het eerst op de UCI-kalender stond. In de tweede etappe van die vijfdaagse wedstrijd was enkel Paolo Totò sneller in de sprint van een kleine groep.

## Overwinningen
2014
 Oekraïens kampioen tijdrijden, Beloften
2015
 Oekraïens kampioen tijdrijden, Beloften
2016
1e etappe  Ronde van Sharjah (ploegentijdrit)

## Ploegen
- 2016 –  Skydive Dubai Pro Cycling Team-Al Ahli Club
- 2017 –  Skydive Dubai-Al Ahli Pro Cycling Team (tot 30-4)
- 2017 –  Amore & Vita-Selle SMP presented by Fondriest (vanaf 1-5)

Al Ali · Alhammadi · Desmal · Haddi · Hasnaoui · Ibrahim · Jelloul · Mancebo · Mehrab · Obaid · Zmorka
Banushi · Bernardinetti · Celano · Elorza · Ficara · Galarreta · Grembi · Halilaj · Jovtsjev · Martins · Miralles · Mukaj · Sufa · Velia · Zamparella · Zmorka · Covili (stagiair) · Mancini (stagiair)